# Niphanda tituria
Niphanda tituria är en fjärilsart som beskrevs av Hans Fruhstorfer 1919. Niphanda tituria ingår i släktet Niphanda och familjen juvelvingar. Inga underarter finns listade i Catalogue of Life.